# Burg Le Vivier

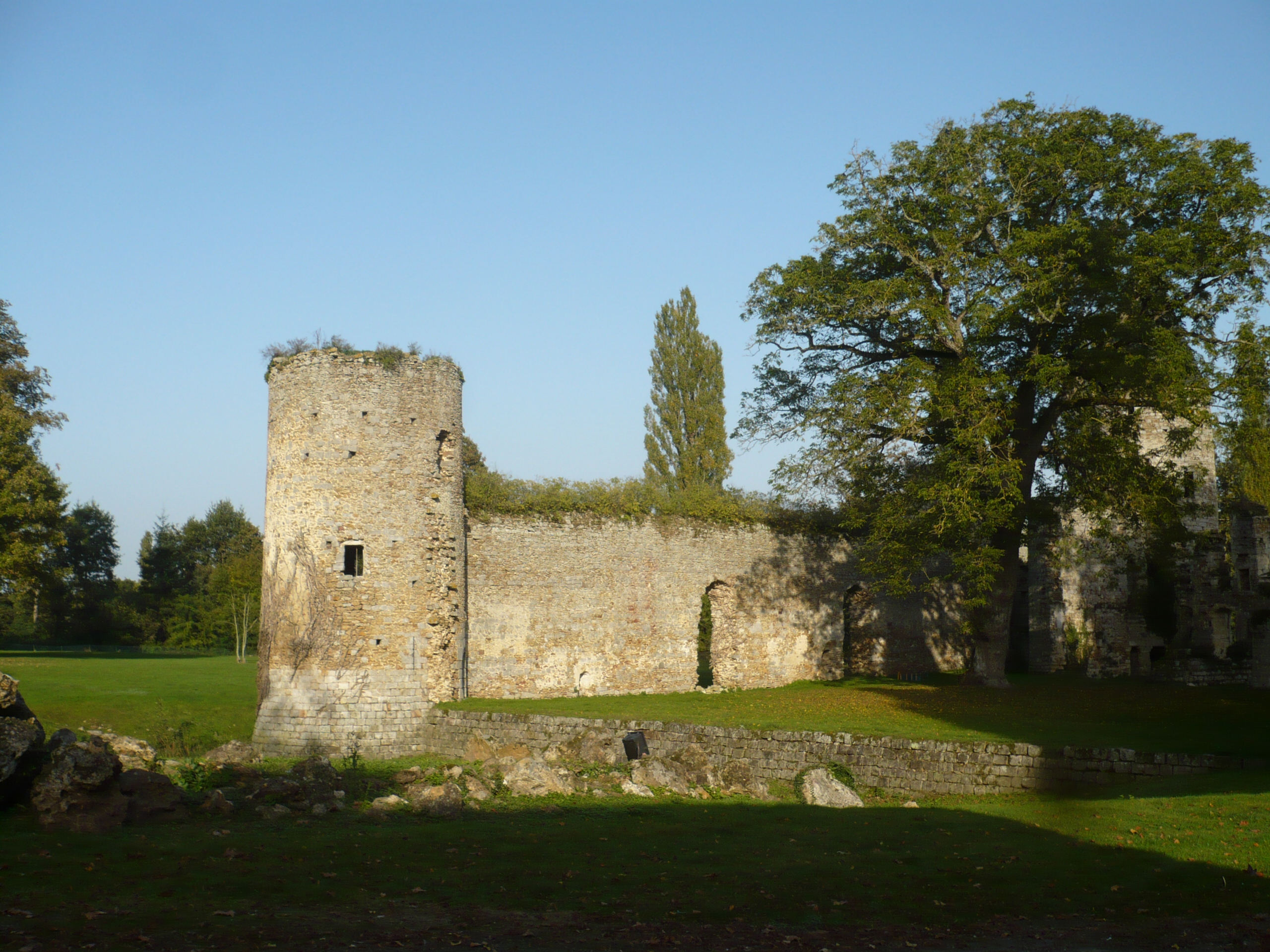
Ruine der Burg Le Vivier

Die Ruine der Burg Le Vivier (französisch Château du Vivier) befinden sich in Fontenay-Trésigny im Département Seine-et-Marne. Die Ruine sowie der zugehörige Grund sind seit dem 31. Oktober 1996 als Monument historique geschützt.

## Geschichte
Das Land, auf dem die Burg gebaut wurde, gehörte zur Seigneurie Tournan-en-Brie und war im 13. Jahrhundert im Besitz der Familie Garlande. Jean II. de Garlande, Seigneur von Tournan, verkaufte den Besitz im Mai 1293 an Pierre de Chambly, den Testamentsvollstrecker des Königs Philipp III. und Kämmerer des Königs Philipp IV. Pierre de Chambly wiederum trat die Herrschaft Tournan im Oktober des gleichen Jahres an Charles de Valois ab, der den Besitz durch Zukäufe und Geschenke seines Bruders Philipp IV. erweitern konnte.
Auf Charles de Valois geht die Burg zurück, obwohl bereits im Jahr 1260 hier ein Herrenhaus (französisch Hôtel seigneurial) erwähnt wird. Der Hofmaler Évrard d’Orléans gestaltete im Jahr 1308 Säle und Galerien von Le Vivier. Philipp IV. hielt sich mehrfach hier auf, sein Sohn Philipp V. in den Jahren 1319 und 1320, er erließ hier die Ordonnanzen zur Cour des comptes und zum Parlement.
Papst Johannes XXII. genehmigte 1316 durch eine Päpstliche Bulle den Bau einer Thomas Becket geweihten Kapelle. König Philipp VI., der älteste Sohn von Charles de Valois, fügte eine Ludwig dem Heiligen geweihte Kapelle hinzu. 1352 wurde in Le Vivier die Hochzeit von Jeanne de France, der Tochter des Königs Johann II., mit Karl II. von Navarra gefeiert; die Kapelle wurde zu diesem Anlass zu einer Stiftskirche erhoben. 1368 gab König Karl V. der Stiftskirche eine Kreuzreliquie zur Aufbewahrung, wodurch die Stiftskirche zur Sainte-Chapelle wurde. Vermutlich wurde in dieser Zeit auch der Torturm der Burg gebaut, der älter als derjenige des Schlosses Vincennes zu sein scheint.
König Karl VI. kam in den Jahren 1380 und 1381 nach Le Vivier und wurde dann nach dem Ausbruch seiner Krankheit 1392 häufiger hergebracht. Mit Karls Tod endete dann die große Zeit der Burg Le Vivier; das Anwesen diente lediglich noch dazu, Karpfen für den Louvre zu liefern. 1471 gab Ludwig XI. Le Vivier an die Kanoniker der Sainte-Chapelle weiter. Franz I. schließlich war im Jahr 1546 der letzte König, der Le Vivier besuchte, übernachtete dabei aber im Haus der Kanoniker, da das königliche Logis durch Vernachlässigung bereits unbewohnbar geworden war. 1694 wurde der Zustand der Sainte-Chapelle als unschicklich bezeichnet, die Burg als Ruine. Ludwig XIV. entschied daraufhin, die Sainte-Chapelle von Le Vivier der Sainte-Chapelle von Vincennes zu unterstellen. Ludwig XV. schließlich hob die Sainte-Chapelle von Le Vivier 1734 endgültig auf.

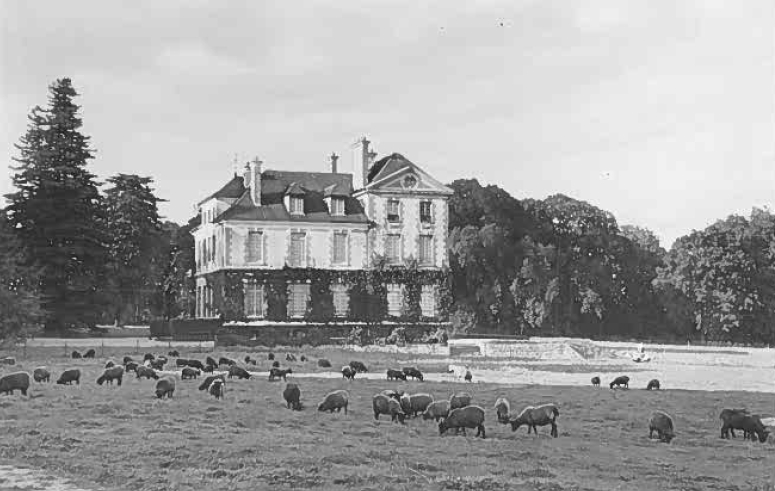
Das (neue) Schloss Le Vivier Anfang der 1930er Jahre

1791 wurde Le Vivier als Nationalgut für 25.000 Livres an Lemaître de Courtigny verkauft. Die noch erhaltenen Gebäude wurden dann landwirtschaftlich genutzt. Die Burg wurde zum Bauernhof, die Kapelle zur Scheune, der Rest wurde als Baumaterial verkauft. 1830 ließ der Pariser Jurist Jean-Baptiste-Nicolas Parquin, der Le Vivier gekauft hatte, ein neues Schloss bauen und dazu einen Englischen Garten anlegen. 1854 wurde Le Vivier dann für 60.000 Francs an den Minister Raymond Sabatier verkauft, der das Schloss wiederum an den Vicomte de Perthuis veräußerte, dessen Familie den Besitz bis Ende der 1940er Jahre hielt. 1958 erwarb der Pariser Industrielle Cousin das Schloss, der umfangreiche Restaurierungsarbeiten vornehmen ließ. Seit 2006 wird Le Vivier von einem neuen Besitzer als Hintergrund für Hochzeiten, Seminare etc. vermarktet.
Le Vivier war bereits im Jahr 1875 als Monument historique klassifiziert worden, verlor diese Einstufung aber offenbar wieder, da die Ruine im Inventar von 1914 nicht mehr erschien. 1991 erfolgte eine erneute Unterschutzstellung, 1996 die heutige Klassifizierung als Monument historique.